# Tomasz Zdebel
Tomasz Zdebel (*Katowice, Polonia, 25 de mayo de 1973), futbolista polaco. Juega de volante y su actual equipo es el Alemannia Aachen de la 2. Bundesliga de Alemania.

## Selección nacional
Ha sido internacional con la Selección de fútbol de Polonia, Ha jugado 14 partidos internacionales.

## Clubes
| Club                | País     | Año       |
| ------------------- | -------- | --------- |
| Rot-Weiss Essen     | Alemania | 1993      |
| 1. FC Köln          | Alemania | 1993-1997 |
| Lierse SK           | Bélgica  | 1997-2001 |
| Gençlerbirliği      | Turquía  | 2001-2003 |
| VfL Bochum          | Alemania | 2003-2009 |
| Bayer Leverkusen    | Alemania | 2009-2010 |
| Alemannia Aquisgrán | Alemania | 2010-2011 |